# Кјеза-Казола Кверчола (Ређо Емилија)
Кјеза-Казола Кверчола је насеље у Италији у округу Ређо Емилија, региону Емилија-Ромања.
Према процени из 2011. у насељу је живело 12 становника. Насеље се налази на надморској висини од 446 м.